# Nicolás Pasquini
Nicolás Pasquini (Los Surgentes,  Argentina, 2 de enero de 1991) es un futbolista argentino. Juega como lateral izquierdo y su equipo actual es el Club Sporting Cristal de la Liga 1 del Perú.

## Trayectoria
Durante su infancia jugó en el San Carlos. Llegó a Lanús en el 2006 e ingresó en la octava división. En el 2010 pasó al Atlanta mediante un convenio que tienen ambos clubes, lo que le permitió ganar experiencia. Allí jugó dos años, para luego retornar al conjunto granate donde logró afianzarse, convirtiendo 4 goles en 27 partidos. Pasquini se destaca por su remate de zurda, especialmente desde pelotas paradas. 
Formó parte del plantel del Lanús campeón de la Copa Sudamericana 2013 y fue titular en la histórica campaña del Granate que llegó a la final de la Copa Libertadores 2017. A nivel nacional, también con Lanús se consagró campeón del Campeonato de Primera División 2016, la Copa del Bicentenario y la Supercopa Argentina 2016, convirtiéndose en el tercer jugador con más títulos en el club (4).
En julio de 2023 se hace oficial su llegada al Sporting Cristal. Con el equipo peruano jugó los partidos de la copa sudamericana 2023 y la liga 1 2023 y en 2024 anotó su primer gol con el equipo rimense en el triunfo por 2-1 ante Alianza Atlético

## Estadísticas

### Clubes
Datos actualizados al último partido disputado el 29 de abril de 2024.
| Atlanta Argentina | 3.ª           | 2010-11       | 6   | 0 | -  | - | -  | - | 6   | 0  |
| Atlanta Argentina | 2.ª           | 2011-12       | 17  | 0 | 1  | 0 | -  | - | 18  | 0  |
| Atlanta Argentina | Total club    | Total club    | 23  | 0 | 1  | 0 | 0  | 0 | 24  | 0  |
| Lanús Argentina | 1.ª           | 2012-13       | 2   | 0 | 0  | 0 | 5  | 0 | 7   | 0  |
| Lanús Argentina | 1.ª           | 2013-14       | 25  | 3 | 0  | 0 | 6  | 0 | 31  | 3  |
| Lanús Argentina | 1.ª           | 2014-15       | 31  | 1 | 1  | 0 | 1  | 0 | 34  | 1  |
| Lanús Argentina | 1.ª           | 2015-16       | 10  | 0 | 3  | 0 | 2  | 0 | 15  | 0  |
| Lanús Argentina | 1.ª           | 2016-17       | 27  | 0 | 1  | 1 | 14 | 3 | 42  | 4  |
| Lanús Argentina | 1.ª           | 2017-18       | 23  | 0 | 2  | 0 | 4  | 0 | 29  | 0  |
| Lanús Argentina | 1.ª           | 2018-19       | 25  | 0 | 9  | 1 | —  | — | 34  | 1  |
| Lanús Argentina | 1.ª           | 2019-20       | 15  | 0 | —  | — | 2  | 0 | 17  | 0  |
| Lanús Argentina | 1.ª           | 2022          | 19  | 0 | 12 | 1 | 8  | 0 | 39  | 1  |
| Lanús Argentina | Total club    | Total club    | 177 | 4 | 28 | 3 | 42 | 3 | 247 | 10 |
| Estudiantes Argentina | 1.ª           | 2019-20       | —   | — | 7  | 0 | —  | — | 7   | 0  |
| Estudiantes Argentina | 1.ª           | 2020-21       | 21  | 2 | 14 | 0 | —  | — | 35  | 2  |
| Estudiantes Argentina | Total club    | Total club    | 21  | 2 | 21 | 0 | 0  | 0 | 42  | 2  |
| Talleres (C) Argentina | 1.ª           | 2023          | 8   | 0 | —  | — | —  | — | 8   | 0  |
| Talleres (C) Argentina | Total club    | Total club    | 8   | 0 | 0  | 0 | 0  | 0 | 8   | 0  |
| Sporting Cristal · Perú | 1.ª           | 2023          | 15  | 0 | —  | — | 2  | 0 | 17  | 0  |
| Sporting Cristal · Perú | 1.ª           | 2024          | 32  | 1 | —  | — | 2  | 0 | 34  | 1  |
| Sporting Cristal · Perú | 1.ª           | 2025          | 16  | 0 | —  | — | 2  | 0 | 18  | 0  |
| Sporting Cristal · Perú | Total club    | Total club    | 63  | 1 | 0  | 0 | 6  | 0 | 69  | 1  |
| Total carrera | Total carrera | Total carrera | 276 | 7 | 50 | 3 | 48 | 3 | 390 | 13 |
| (1)Incluye datos de la Copa Argentina (2011-12, 2012-13, 2014-15, 2015-16, 2017, 2018, 2019); Copa del Bicentenario (2016); Supercopa Argentina (2016); Copa de la Superliga (2019). (2)Incluye datos de la Copa Sudamericana (2013, 2014, 2015, 2016, 2018); Copa Libertadores (2014, 2017); Recopa Sudamericana (2014); Copa Suruga Bank (2014). (3)No incluye goles en partidos amistosos. |               |               |     |   |    |   |    |   |     |    |

## Palmarés

### Títulos nacionales
| Título                  | Club    | País      | Año     |
| ----------------------- | ------- | --------- | ------- |
| Primera B Metropolitana | Atlanta | Argentina | 2010-11 |
| Primera División        | Lanús   | Argentina | 2016    |
| Copa Bicentenario       | Lanús   | Argentina | 2016    |
| Supercopa Argentina     | Lanús   | Argentina | 2016    |

### Campeonatos internacionales
| Título            | Club  | Sede  | Año  |
| ----------------- | ----- | ----- | ---- |
| Copa Sudamericana | Lanús | Lanús | 2013 |